# The Last Winter (film, 2006)
Pour l’article homonyme, voir The Last Winter (film, 1984).
Pour plus de détails, voir Fiche technique et Distribution.
The Last Winter ou Le Dernier Hiver au Québec est un film d'horreur américano-islandais coécrit, coproduit, réalisé et monté par Larry Fessenden, sorti en 2006.

## Synopsis
Alaska, mine de Kink. Isolée depuis plusieurs mois, une petite équipe de scientifiques est chargée d’étudier et d’analyser une future zone d’exploitation pétrolière. Très vite, des événements troublants viennent perturber la vie de la station. Le climat, anormalement hostile, semble se retourner contre les habitants. Hallucinations, démence, paranoïa… La folie semble s’emparer petit à petit de la base. Et si ces maux étaient les symptômes d’un mal plus grand ? Et si quelque chose en était à l’origine ? Et s’ils étaient en train de vivre leur dernier hiver ?

## Fiche technique
Sauf indication contraire, les informations mentionnées dans cette section peuvent être confirmées par la base de données cinématographiques IMDb,  présente dans la section « Liens externes ».
- Titres original et français : The Last Winter
- Titre original islandais : Síðasti veturinn
- Titre québécois : Le Dernier Hiver
- Réalisation : Larry Fessenden
- Scénario : Larry Fessenden et Robert Leaver
- Direction artistique : Gunnar Pálsson
- Décors : Halfdan Pedersen
- Costumes : Helga I. Stefánsdóttir
- Photographie : Magni Ágústsson
- Montage : Larry Fessenden
- Musique : Jeff Grace et Anton Sanko[1]
- Production : Larry Fessenden et Jeffrey Levy-Hinte

Coproduction : Kristen Kusama
Production déléguée : Jeanne Levy-Hinte, Sigurjon Sighvatsson, Skuli Fr. Malmquist et Thor Sigurjonsson
- Sociétés de production : Antidote Films et Glass Eye Pix (États-Unis) ; Zik Zak Kvikmyndir (Islande)
- Société de distribution : IFC Films
- Pays d’origine :  États-Unis et  Islande
- Langue originale : anglais
- Budget : 50 mille de dollars[2].
- Genre : horreur
- Durée : 107 minutes[3]
- Format : couleur, 2,35:1, son Dolby Digital, 35 mm
- Dates de sortie :
  - Canada : 11 septembre 2006 (Festival international du film de Toronto)
  - France : 17 mai 2007 (Festival de Cannes)
  - États-Unis : 1er juin 2007 (Festival international du film de Seattle) ; 19 septembre 2007 (sortie limitée dans deux salles)[3] ; 22 juillet 2008 (sortie DVD)
  - Islande : 1er octobre 2007 (Festival international du film de Reykjavik)

## Distribution
Sauf indication contraire, les informations mentionnées dans cette section peuvent être confirmées par la base de données cinématographiques IMDb,  présente dans la section « Liens externes ».
- Ron Perlman (VFB : Patrick Descamps ; VQ : Denis Mercier) : Ed Pollack
- James LeGros (VFB : Bruno Mullenaerts ; VQ : Daniel Lesourd) : James Hoffman
- Connie Britton (VFB : Nathalie Hugo ; VQ : Nathalie Cavezzali) : Abby Sellers
- Zach Gilford (VFB : Nicolas Matthys ; VQ : Philippe Martin) : Maxwell McKinder
- Kevin Corrigan (VFB : Ronald Beurms ; VQ : François Godin) : « Motor »
- Jamie Harrold (VFB : Christophe Hespel ; VQ : Martin Watier) : Elliot Jenkins
- Pato Hoffmann : Lee Means
- Joanne Shenandoah (VFB : Francine Laffineuse ; VQ : Marie-Andrée Corneille) : Dawn Russell
- Larry Fessenden (VFB : Michel Hinderyckx) : Charles Foster
- Oscar Miller (VFB : Bruno Bulté) : Simon Marshowitz
- Hálfdán Theodórsson (VFB : Philippe Résimont) : Gary
- Halfdan Pedersen : Docteur Pedersen

Légende : VQ = Version Québécoise
Version française
- Société de doublage : NDE Production
- Direction artistique : Antony Delclève
- Adaptation des dialogues : Frédéric Alameunière
- Enregistrement et mixage :

## Musique
Les musiques du film sont de Jeff Grace et Anton Sanko, et la bande originale du film est sortie le 18 septembre 2007 aux États-Unis :
1. North 2.05
2. The Tundra 1.04
3. Maxwell Stares 1.51
4. Something's Off 2.59
5. Something Out There 2.51
6. No Way Home 3.51
7. Footprints 2.27
8. Do You See It? 2.21
9. Hallucinations 1.21
10. Questioning Things 2.00
11. Elliot 1.57
12. To Ft. Crow 2.10
13. Dawn 2.38
14. What God Wants 2.43
15. Nine Miles 2.15
16. What Am I Seeing? 2.52
17. I'm Home 1.05
18. The Last Winter 2.19
19. Running Out Of Road 4.20

## Accueil
Le film est sorti dans deux salles au départ, jusqu'à six salles au maximum, pendant cinq semaines aux États-Unis, rapportant 33,190 de dollars.

## Distinction

### Nomination
- Le film fut nommé aux Gotham Awards pour l'ensemble du casting (Best Ensemble Performance), en 2007[6]. Les vainqueurs furent 7 h 58 ce samedi-là (Before the Devil Knows You're Dead)[7] et Talk to Me[8]